# Balvano
Balvano je italská obec, která se nachází v provincii Potenza v jižní Itálii. Podle údajů z 31. prosince roku 2016 v obci žilo 1 831 obyvatel. Součástí obce je i hrad.

## Poloha
Obec se nachází v nadmořské výšce 425 m n. m.  na hranici se severovýchodní částí provincie Salerno asi 9 km od obce Ricigliano, 11 km od Vietri di Potenza, 12 km od Romagnano al Monte, 20 km od obce Bella a 25 km od obce Muro Lucano.

## Historie
Roku 1944 v noci na 3. března došlo u obce k vlakové nehodě, která si vyžádala více než 500 obětí. V roce 1980 zasáhlo obec zemětřesení.